# Grotte de Tourtoirac
La grotte de Tourtoirac, ou grotte de la Clautre, est située en France, dans le quart nord-est du département de la Dordogne, en vallée de l'Auvézère, sur la commune de Tourtoirac. Elle a été découverte en 1995 dans des conditions difficiles.
Longtemps inaccessible au public à cause d'une rivière souterraine étroite en son entrée, elle est aménagée depuis 2010 via un puits artificiel. Elle offre à voir un parcours richement concrétionné sur plusieurs centaines de mètres, mis en valeur par un système d'éclairage par LED.

## Historique

### Formation
La grotte se situe dans une vallée sèche affluente en rive gauche à la rivière Auvézère qui coule dans le Nord-Est du département de la Dordogne. La grotte s'est formée dans un terrain karstique composé de calcaire jurassique de l'ère secondaire. Les modifications du Massif central proche, à la suite du mouvement alpin à l'ère tertiaire, ont provoqué une série de failles. L'une d'elles a permis à l'eau de s'infiltrer et, par dissolution chimique et mécanique, de former cette grotte qui héberge toujours un ruisseau souterrain actif.

### Découverte

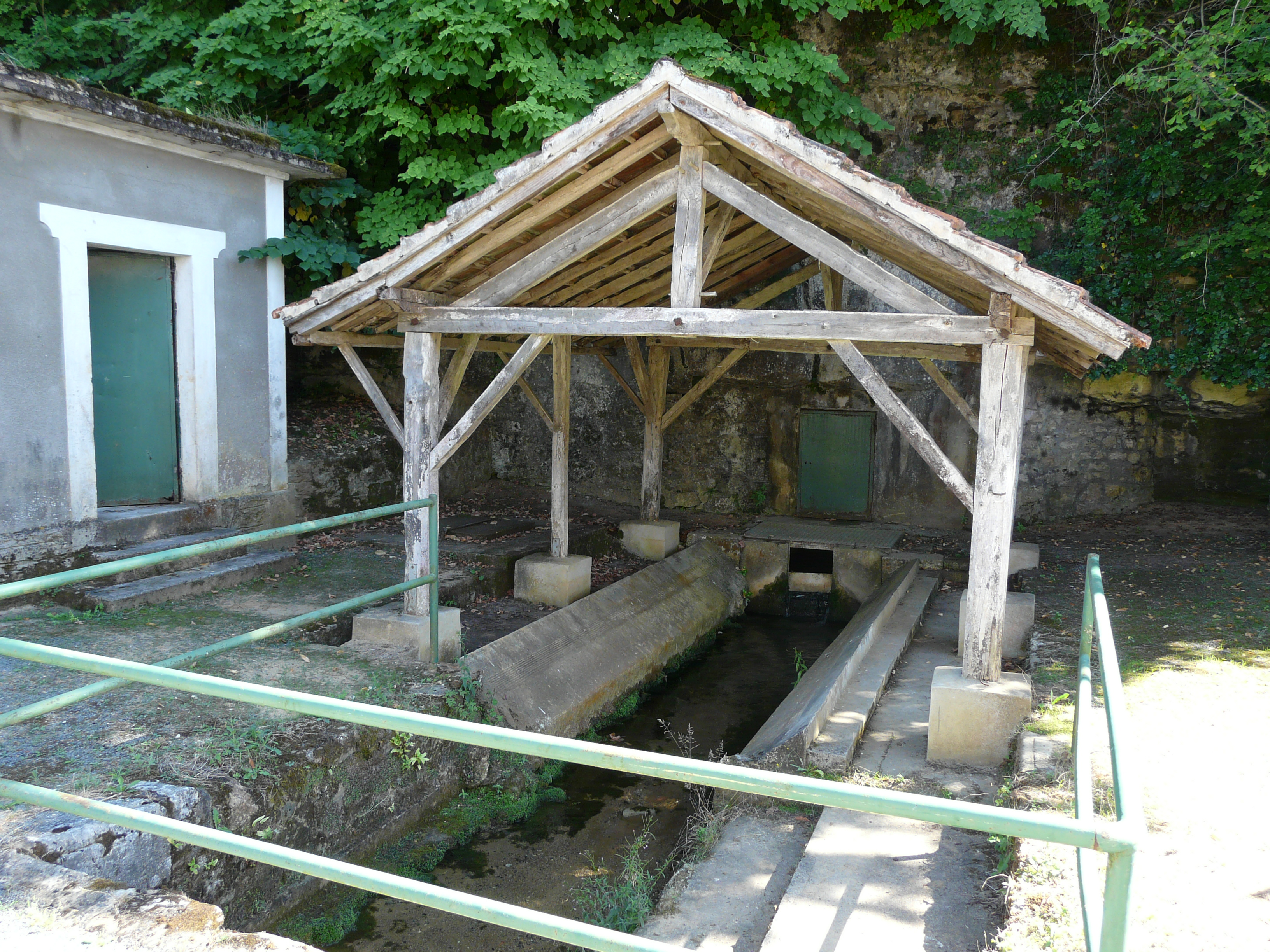
Le lavoir et la fontaine de la Clautre.

La grotte a été découverte le 28 janvier 1995 par le spéléologue périgourdin Jean-Luc Sirieix, après une série d'explorations d'un boyau souterrain étroit et totalement immergé qui ressort au pied d'une falaise, dans la fontaine qui alimente en eau le lavoir du bourg de Tourtoirac (la fontaine de la Clautre).
Différentes tentatives d'exploration à partir du lavoir avaient déjà eu lieu, depuis la première en 1978 par des membres du spéléo-club de Périgueux. En 1980, Gérard Bugel remonte le premier les siphons, sur plus de 130 mètres, mais doit rebrousser chemin ne trouvant pas le passage qui permet d'accéder à la partie émergée. Quinze ans plus tard, son fil d'Ariane a été très utile à Jean-Luc Sirieix qui replonge le 28 janvier 1995. Après avoir franchi un siphon, le spéléologue parvient dans la grotte qui s'élargit à l'air libre et présente une série de salles concrétionnées qui l'ont fortement impressionné. 
En essayant d'explorer toute la grotte et de faire partager sa découverte, il trouve la mort en se noyant, le 5 février suivant, en même temps qu'une autre spéléologue, Annie Maire,. Dans les années qui ont suivi, la décision de creuser une autre entrée pour accéder au réseau souterrain a été prise.

### Travaux et aménagements
La commune a tout de suite souhaité aménager cette grotte qualifiée de somptueuse par Sirieix mais c'est grâce à la volonté de ses parents que les spéléologues Philippe Marchive (présent lors de l'expédition du 5 février 1995) et Bernard Gauche (spéléologue plongeur sauveteur intervenant le jour de l'accident), tous deux amis de Sirieix, ont pris à nouveau le risque de plonger en 1996 et 1998 dans ces siphons périlleux pour établir des topographies de la grotte, permettant d'installer une balise magnétique pour localiser avec précision la verticale de la cavité. En 2000, le projet d'exploitation du site prend finalement forme, mais les travaux ne débutent que sept ans après, en mai 2007, à cause du coût important des investissements ainsi que de problèmes techniques divers. La première étape est le forage du puits d’accès d’une profondeur de 25 mètres. Ce puits est équipé ensuite d’un ascenseur permettant le transport de 26 visiteurs, au maximum. Concernant la sécurité du site, un second puits est également creusé à l’extrémité du circuit de visite. Une allée cimentée est également construite sur le premier quart de l'itinéraire de visite, et, pour le reste du parcours, des passerelles métalliques fixées dans la roche ou sur des pilotis sont utilisées. Les pentes de 5 % rendent le site accessible aux personnes à mobilité réduite ainsi qu'aux poussettes. L'éclairage est fait de LED d'une puissance de 2 500 watts. 
La grotte est ouverte officiellement à la visite le 1er mai 2010.

## Description

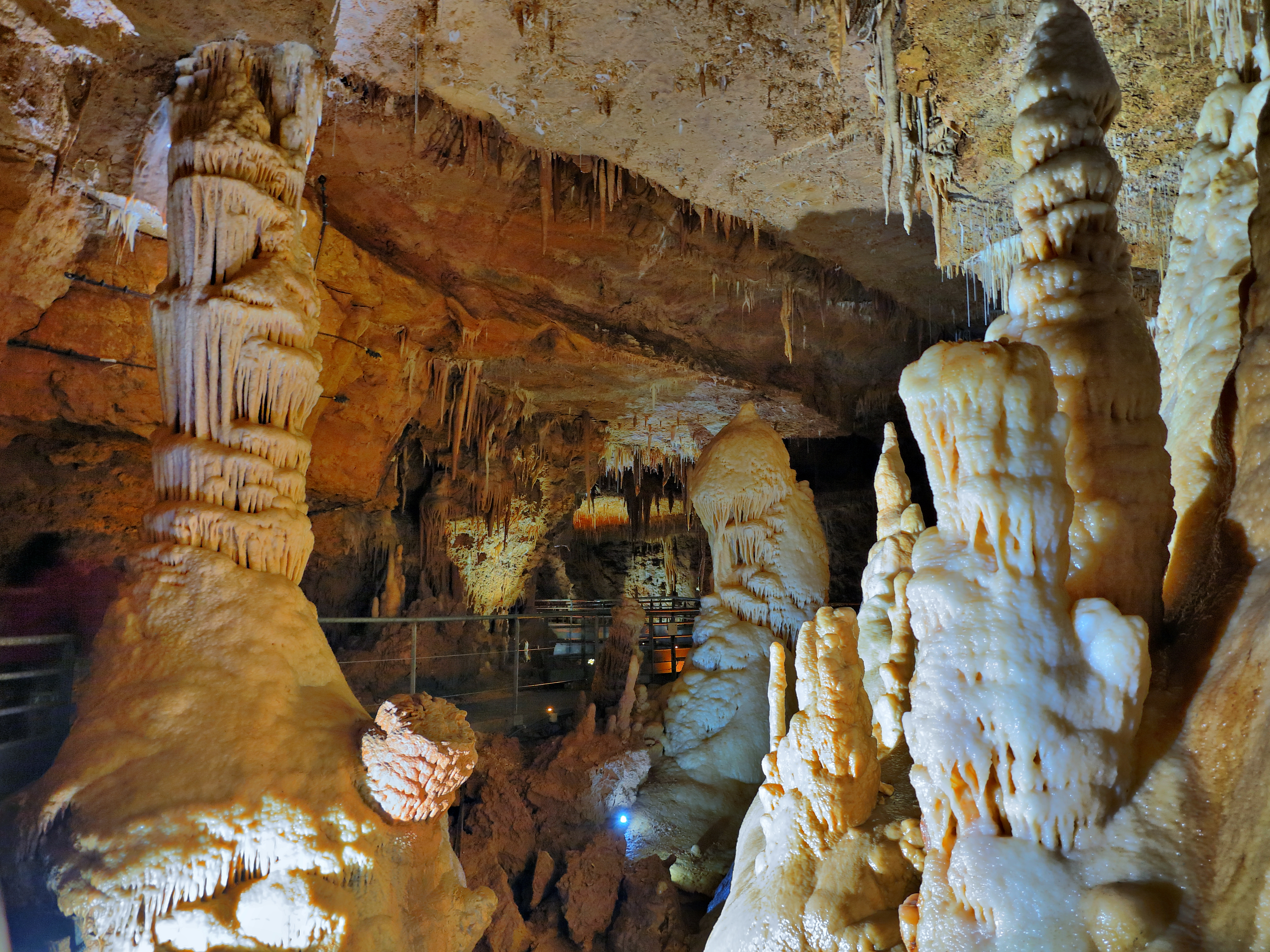
Stalagmites géantes dans la grotte de Tourtoirac.

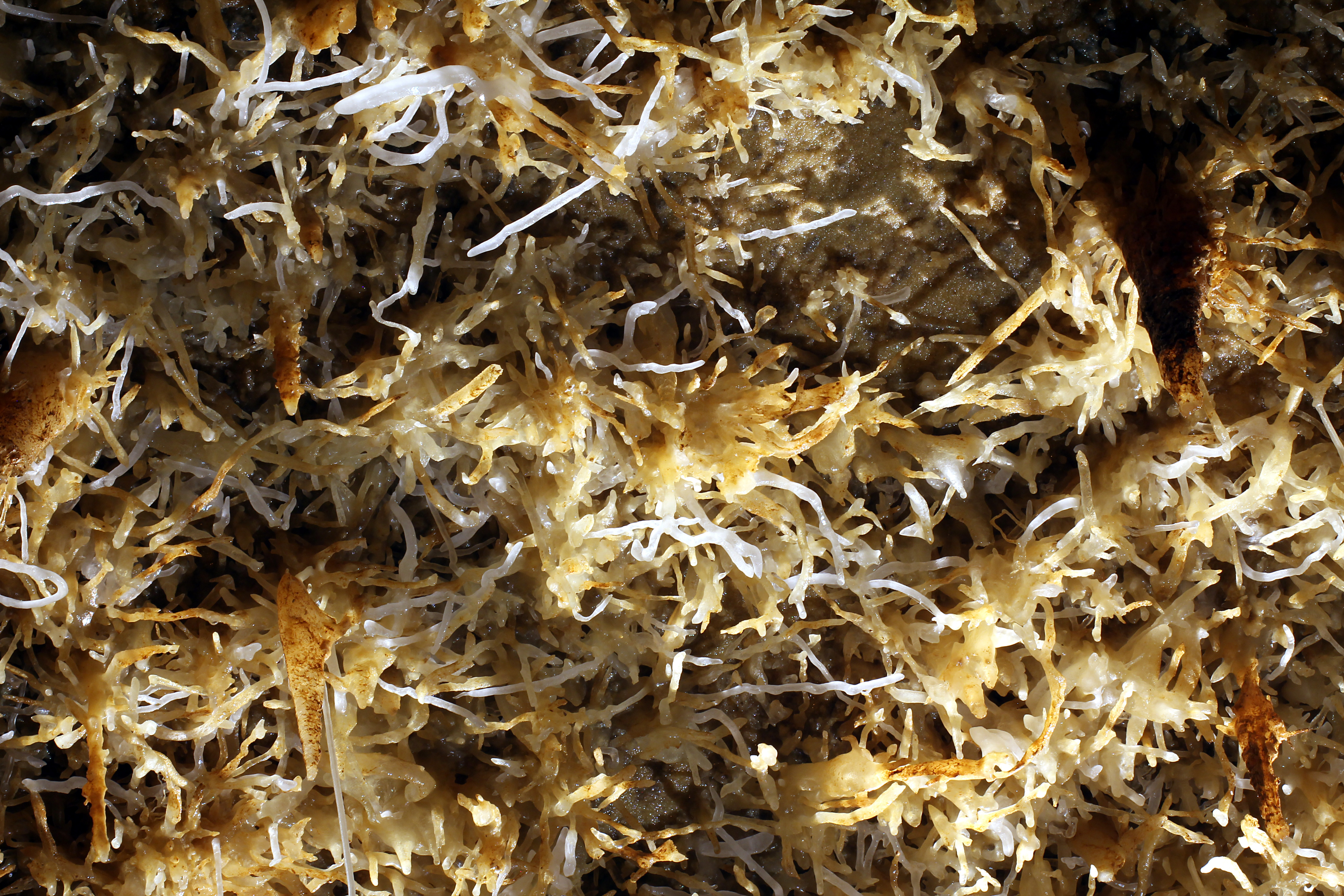
Excentriques de la grotte de Tourtoirac.

### Configuration de la grotte
La partie aménagée mesure 320 mètres. Elle se situe, pour la partie la plus proche de la surface, à 25 mètres sous terre, et peut plonger jusqu'à 40 mètres sous la surface. Cette partie aménagée se situe, au niveau du réseau de la Clautre, vers l'amont. Le premier puits de forage est à côté de l'ascenseur. Le puits de secours, lui, est à près de 240 mètres de l'entrée. Au niveau de la fontaine de la Clautre, on trouve une partie immergée composée uniquement de siphons, mesurant 130 mètres. La partie aménagée a son entrée située à 1,5 km de l'exsurgence de la Clautre. La longueur connue de la grotte est de 4 km et sa longueur topographiée de 3,5 km.

### La partie visitable
La grotte de Tourtoirac est essentiellement composée stalactites et de stalagmites que l’on trouve au début de leur formation, ou au contraire parfois sous forme de colonnes immenses. En effet, certaines stalactites et stalagmites finissent par se rejoindre, la stalactite alimentant la stalagmite. Certaines sont déjà mortes ayant cessé d’être alimentées par l’eau filtrée du plafond. D’autres continuent de grandir à hauteur de quelques millimètres par siècle en moyenne mais cette vitesse est variable et spécifique selon plusieurs paramètres géologiques.
En plus de stalactites et stalagmites, la grotte offre de multiples sortes de concrétions telles les draperies, gours, fistuleuses, excentriques, triangles, ailes de papillons...
Les mascottes de cette grotte sont des fistuleuses ayant pris la forme d’une grenouille, « la rainette », et une autre la forme d’un dauphin. Ces emblèmes se trouvent vers le centre de la grotte au milieu d'autres concrétions semblables. Mais les excentriques restent essentiellement groupées à la fin de la partie visitable en aval, où elles forment un plafond unique de cheveux emmêlés. Ces concrétions grandissent en formant une trajectoire non rectiligne et ont pour caractéristique d'être très fines. 
Les excentriques, rarement présentes dans les grottes, font de la grotte de Tourtoirac son originalité. La présence d’aragonite est également remarquable.

## Précisions
Une plaque à l'entrée du site est dédiée à Jean-Luc Sirieix, né le 26 juillet 1961, mort le 5 février 1995 dans la grotte de Tourtoirac.
Les informations données sont certifiées par Philippe Marchive, spéléologue présent à l'expédition du 4 février 1995, et Dominique Durand, maire de Tourtoirac au moment de l'exploitation et de l'ouverture au public.
Un documentaire de 38 minutes intitulé « De l'ombre à la lumière - La Découverte de la grotte de Tourtoirac  » a été tourné en 2012,.

### Autres grottes importantes dans la région
- Grotte de Lascaux
- Gouffre de Padirac
- Gouffre de Proumeyssac
- Grotte de Rouffignac
- Grotte de Villars